# John Huchra
John Peter Huchra (23 décembre 1948 à Jersey City - 8 octobre 2010) était un  astronome et un professeur américain. Il était vice-provost pour la politique de recherche à Harvard et professeur d'astronomie au Harvard-Smithsonian Center for Astrophysics,. Il fut également président du comité américain de l'Union astronomique internationale et président de l'American Astronomical Society.
Le père d'Huchra était conducteur de train et sa mère femme au foyer. Il grandit à Ridgefield Park (New Jersey) et s'intéressa à la  cosmologie et à la science fiction grâce à la lecture. Il fut membre de l'équipe de lutte du MIT, où il reçut en 1970 sa licence (undergraduate) en physique. Il poursuivit ses études au California Institute of Technology, où il obtint son doctorat (Ph. D.) en astronomie. Il obtint une bourse postdoctorale au Harvard-Smithsonian Center for Astrophysics en 1976 et y resta jusqu'à la fin de sa carrière.
Avec ses collègues astronomes Marc Aaronson et Jeremy Mould, Huchra annonça que sur la base de leur analyse de la brillance et de la vitesse de rotation de certaines galaxies spirales, l'univers était âgé de neuf milliards d'années, la moitié de l'âge que la plupart des astronomes lui attribuaient.
En 1986, Valérie de Lapparent, Margaret Geller et Huchra publièrent la distribution étonnamment non uniforme des galaxies à l'échelle de plusieurs dizaines de mégaparsecs à partir des premiers résultats du CfA Redshift Survey.  De Lapparent, Geller et Huchra décrivaient la distribution des galaxies comme reposant en apparence à la "surface de structures en forme de bulles". En 1989, en utilisant les résultats plus récents de leur relevé, Geller et Huchra découvrirent le Grand Mur, une structure mesurant 600 millions d'années-lumière de long et 250 millions d'années-lumière de large,,,,. C'est la deuxième plus grande super-structure connue de l'univers. Huchra est également le nom donné à la Lentille d'Huchra, la galaxie formant lentille gravitationnelle devant le quasar de la Croix d'Einstein.
Il est co-découvreur de l'astéroïde (2174) Asmodée.
L'astéroïde (4656) Huchra a été nommé en son honneur.